# Jupo-myeon
Jupo-myeon (koreanska: 주포면)  är en socken i Sydkorea.  Den ligger i kommunen Boryeong i provinsen Södra Chungcheong, i den centrala delen av landet, 130 km söder om huvudstaden Seoul.